# Luis Eduardo Montealegre
Luis Eduardo Montealegre Lynett, né le 14 octobre 1957 à Ibagué est un avocat colombien. Il a été magistrat de la Cour constitutionnelle, procureur général de la Nation, élu le 22 mars 2012 ; et ministre de la Justice, depuis juin 2025.
Montealegre a été professeur de son alma mater l’Universidad Externado pendant de nombreuses années, et chercheur invité à l’Universidad Complutense de Madrid. Il a publié plusieurs livres sur le droit pénal.

## Premières années et études
Luis Eduardo Montealegre Lynett est né le 14 octobre 1957 à Ibagué, Tolima, au sein d’une famille de classe moyenne dédiée au commerce et à la culture de la terre. Il a fait ses études secondaires dans le prestigieux Colegio San Simón d’Ibagué, obtenant son diplôme en 1975. Par la suite, il s’installa à Bogotá où il étudia le droit à l’Universidad Externado de Colombia, obtenant le titre d’avocat en 1980 et terminant sa spécialisation en droit pénal en 1982 dans la même institution,.
En 1983, il voyagea en Espagne pour entreprendre des études de troisième cycle en droit pénal à l’Universidad Complutense de Madrid, puis il élargit sa formation en Allemagne en réalisant une autre spécialisation en droit pénal à l’Universidad de Bonn et des études en droit constitutionnel à l’Universidad de Erlangen-Núremberg.

## Parcours
Luis Eduardo Montealegre entra dans le secteur public grâce à Jaime Bernal Cuéllar, son ancien professeur à l’Universidad Externado, qui le nomma vice-procureur en 1997. Néanmoins, sa carrière dans le service public avait déjà commencé en 1995, lorsqu’il fit partie d’une commission chargée de réviser la législation environnementale à la demande du Ministère de l'Environnement, du Logement et du Développement territorial. La même année, son nom fut envisagé par le président Ernesto Samper pour le poste de ministre de la Justice, bien que finalement la désignation soit revenue à Almabeatriz Rengifo,.

## Magistrat
En 2000, il fut proposé par le Conseil d’État comme magistrat de la Cour constitutionnelle. Le Sénat de la République l’élut magistrat, avec 79 voix sur 102 sénateurs, soutenu principalement par le groupe parlementaire du Parti libéral.[réf. nécessaire]
En 2004, il démissionna de la Cour constitutionnelle avant de terminer son mandat. Montealegre affirma que sa démission visait à poursuivre sa carrière académique. Depuis sa sortie, Montealegre s’est consacré à sa profession et, en 2011, il a travaillé comme conseiller du gouvernement de Juan Manuel Santos.

## Procureur général
En 2012, Montealegre fut élu par la Cour suprême de justice comme procureur général de la Nation parmi la liste présentée par l’ancien président Juan Manuel Santos.

## Ministre d’État
En juin 2025, Montealegre fut désigné par le président Gustavo Petro pour occuper le poste de ministre de la Justice après la sortie de Ángela María Buitrago. Montealegre conseillait déjà le gouvernement sur des questions liées à la défense du décret visant à convoquer un référendum de la réforme du travail proposée par le gouvernement et refusée par le Congrès.